# Swag It Out Tour
Il Swag It Out Tour è il primo mini-tour della cantante statunitense Zendaya per sponsorizzare tutti gli album di Shake It Up e il suo album di debutto Zendaya. Il tour toccò solo il Nord America e fu diviso in 2 leg.

## Artisti d'apertura
- Bella Thorne

## Scaletta

### 2012
1. "Swag It Out"
2. "My All"
3. "Dig Down Deeper"
4. "Something to Dance For"
5. "Watch Me"
6. "Smile"
7. "Girlfriend"
8. "Fashion Is My Kryptonite"

### 2013
1. "Swag It Out"
2. "Watch Me"
3. "Something to Dance For"
4. "Fashion is My Kryptonite"
5. "Beat of My Drum"
6. "My All"
7. "Leave Me Alone"
8. "Smile"
9. "Cry For Love"
10. "Only When You're Close"
11. "My Baby"
12. "Replay"
13. "Go Crazy"

## Date del Tour
| Data                 | Città                | Paese                | Luogo di Esibizione                |
| Nord America - Leg 1 | Nord America - Leg 1 | Nord America - Leg 1 | Nord America - Leg 1               |
| -------------------- | -------------------- | -------------------- | ---------------------------------- |
| 5 agosto 2012        | Oakland              | Stati Uniti          | Art & Soul Main Stage              |
| 21 ottobre 2012      | Los Angeles          | Stati Uniti          | Los Angeles Memorial Sports Arena  |
| 3 novembre 2012      | Phoenix              | Stati Uniti          | Arizona Veterans Memorial Coliseum |
| 10 novembre 2012     | San Rafael           | Stati Uniti          | Marin Veterans Memorial Auditorium |
| 27 dicembre 2012     | Uniondale            | Stati Uniti          | Nassau Coliseum                    |
| 28 dicembre 2012     | Baltimora            | Stati Uniti          | 1st Mariner Arena                  |
| 30 dicembre 2012     | Rochester            | Stati Uniti          | Blue Cross Arena                   |
| Nord America - Leg 2 |                      |                      |                                    |
| 30 giugno 2013       | Illinois             | Stati Uniti          | Joliet Memorial Stadium            |
| 6 luglio 2013        | Pleasanton           | Stati Uniti          | Alameda Country Fairgrounds        |
| 14 luglio 2013       | Saratoga Springs     | Stati Uniti          | Saratoga Race Course               |
| 27 luglio 2013       | Sacramento           | Stati Uniti          | California State Fairgrounds       |
| 24 agosto 2013       | Syracuse             | Stati Uniti          | New York State Fair                |
| 25 agosto 2013       | Toronto              | Canada               | Molson Canadian Amphitheatre       |
| 20 settembre 2013    | Bakersfield          | Stati Uniti          | Kern Country Fair                  |
| 21 settembre 2013    | Pomona               | Stati Uniti          | L.A. Country Fair                  |
| 1º ottobre 2013      | Tulsa                | Stati Uniti          | Tulsa State Fair                   |
| 12 ottobre 2013      | Fresno               | Stati Uniti          | Fresno Fair                        |
| 25 ottobre 2013      | Phoenix              | Stati Uniti          | Arizona State Fair                 |
| 29 novembre 2013     | Filadelfia           | Stati Uniti          | River Rink Opening Event           |
| 3 dicembre 2013      | San Jose             | Stati Uniti          | SAP Center                         |
| 17 dicembre 2013     | Universal City       | Stati Uniti          | Towers Outdoor California Arena    |